# Circus Krone
 For alternative betydninger, se Cirkus Krone.
Circus Krone er Europas største cirkus. Det ejes af Jana Mandana Lacey-Krone og har vinterkvarter i München ved Zirkus-Krone-Strasse. Det blev grundlagt i 1905 som en traditionel familievirksomhed i Harzen af Carl Krone (1870-1943) under navnet Circus Charles som et dyreshow. Sidenhen blev Cirkus Krone drevet af hans datter, Frieda Sembach-Krone (1915-1995) og hendes mand Carl Sembach-Krone (1908-1984). Deres datter Christl Sembach-Krone overtog cirkuset 1980 og drev det til hun døde i 2017. Hun fik ingen børn og ifølge Sembach-Krones testamente blev Cirkus Krone efterladt til hendes adoptivdatter, Jana Pilz, Jana Mandana Lacey-Krone, som er biologisk datter af Uhrs Pilz og hans kone Machy Pilz.

## Elefanter
Personer som har gjort tjeneste som staldmester for elefanterne og været Zoo-Chef er: Carl Krone, Hubert Mirow, Harry Philadelphia-Huling, Harry Jahn, 1982-1998: Banda Puntha Vidane, 1998-2000: Patricia Zerbini, 2000-2001: Dan Köhl.
Fra 2002 havde James Puydebois sammen med Jana Mandana ansvar for Circus Krones elefanter. 